# GM Amigo

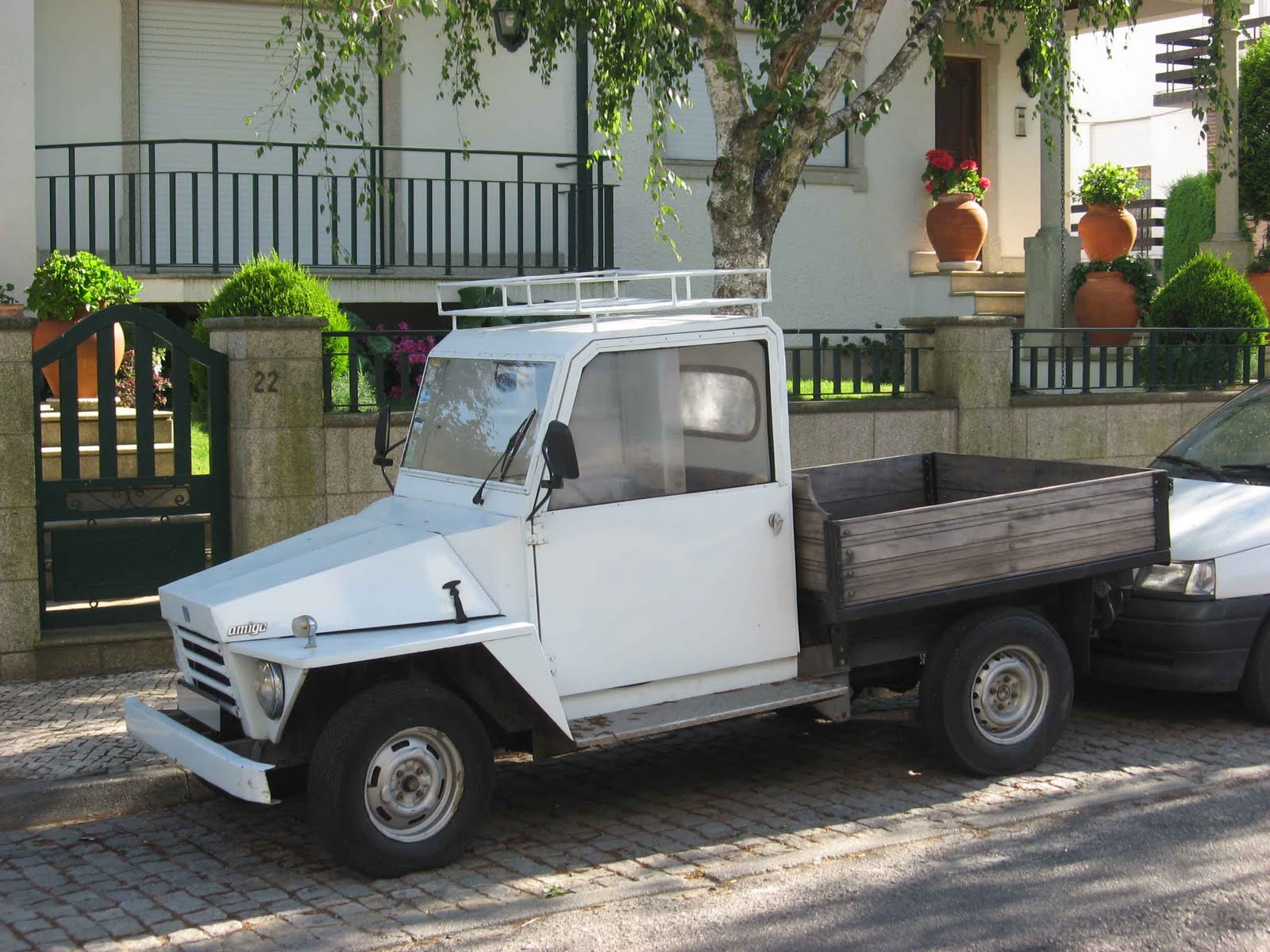
GM Amigo.

O GM Amigo foi um automóvel construído na década de 1970 como parte de um projeto para servir o mercado de países em desenvolvimento. O veículo foi produzido sob este nome na Costa Rica.
Foi também construído na Malásia, em 1972, sob o nome de Bedford Harimau, no Equador, sob o nome de Andino; na Guatemala, a partir de junho de 1977, sob o nome de El Chato 1300; em El Salvador, em 1975, sob o nome de Cherito; em Honduras, sob o nome de Compadre; no Paraguai, sob o nome de Mitaí; e na Nicarágua, sob o nome de Pinolero.
O projecto era destinado a servir o mercado de países em vias de desenvolvimento.

## Atalhos externos
- Rodas de Viriato: GM Amigo